# 隆昌北站
隆昌北站，位于中华人民共和国四川省内江市隆昌市界市镇葛藤村，是成渝客运专线上的高铁站，于2015年12月26日启用营运，成都铁路局内江车务段管辖。本站为成渝客运专线入川第一门户。

## 車站設計
因隆昌市被称为「中国石牌坊之乡」，站体外观上借鉴了牌坊造型。

## 車站周邊
- 隆昌八中
- 界市镇政府
- 天银商务宾馆
- 界市镇中心学校
- 北湖公园
- 杨家祠堂

## 歷史
- 2015年12月26日通车启用。

## 外部連結
- 中国铁路客户服务中心 （页面存档备份，存于）